# Bergenshallen
Bergenshallen – kryte lodowisko położone w Bergen, na którym swoje mecze rozgrywa drużyna hokejowa 1. divisjon – Bergen IK. Obiekt powstał w 1968 roku i może pomieścić 3 800 widzów.